# Любищицкий сельсовет
Любищицкий сельсовет — упразднённая административная единица на территории Ивацевичского района Брестской области Республики Беларусь.

## История
24 августа 2022 года Любищицкий сельсовет упразднён. Земли упразднённого сельсовета с расположенными на них агрогородком Любищицы, посёлком Майск, деревнями Панки, Плехово включены в состав Яглевичского сельсовета.

## Состав
Любищицкий сельсовет включал 4 населённых пунктов:
- Любищицы — агрогородок.
- Майск — посёлок.
- Панки — деревня.
- Плехово — деревня.

## Промышленность и сельское хозяйство
- СПК «Любищицы», ГУ "Экспериментальная база «Майск».

## Социальная сфера
- ГУО «Любищицкая средняя школа», ГУО «Ивацевичский умежшкольный учебно-производственный комбинат трудового обучения и профессиональной ориентации учащихся», ГУО «Любищицкий детский сад».
- Любищицкий сельский Дом культуры, сельский клуб посёлок Майск, сельские библиотеки: агрогородок Любищицы, посёлок Майск.
- Фельдшерско-акушерские пункты: агрогородок Любищицы, посёлок Майск.